# Malú Gatica

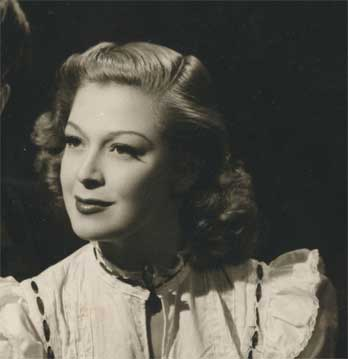
Malú Gatica

Henrietta Maria de la Luz Boisier Gatica (sinh ngày 15 tháng 1 năm 1922 tại Purén – mất ngày 10 tháng 8 năm 1997 tại Santiago), được biết đến với tên Malú Gatica, là nữ diễn viên và ca sĩ người Chile.

## Tiểu sử
Gatica sinh ra ở thành phố Purén. Cha mẹ bà tên là Roberto Gatica and Leonie Boisier. Họ đều làm nhà báo. Năm 1928, Gatica cùng họ chuyển đến New York, Mỹ. Ở đó bà bắt đầu học tiểu học và trung học. Lần xuất hiện trước công chúng đầu tiên khi bà là ca sĩ tham gia hát trên đài NBC, nơi cha bà làm việc. Lúc đó bà mới 16 tuổi.
Tại Buenos Aires, Argentina, bà học ngành sân khấu tại Nhạc viện Cunill Cabanellas. Ông ngoại của bà là người định cư ở Pháp, Jose Boisier Bourgeaux. Năm 1948, tại Mỹ, bà kết hôn với Eugene Fell, tùy viên quân sự Mỹ tại Đại sứ quán Mexico và có con trai tên là Leon. Tuy nhiên, họ đã nhanh chóng ly hôn nhưng bà không được quyền nuôi con. Năm 1995, bà nhận được danh hiệu Orden al Mérito Gabriela Mistral do Bộ Giáo dục Chile cấp để công nhận sự nghiệp xuất sắc và đóng góp lâu dài của bà. Bà mất tại Santiago, Chile.

## Các bộ phim
- Verdejo gasta un millón (1941) Chile
- Verdejo gobierna en Villaflor (1942) Chile
- Se abre el abismo (1944) Argentina
- Seven Women (1944) Argentina
- Amar es vivir (1946) Mexico
- Los que volvieron (1946) Mexico
- Todo un caballero (1946) Mexico
- Ocho hombres y una mujer (1946) Mexico
- El Príncipe del desierto (1947) Mexico
- Príncipe del desierto (1947) Mexico
- Extraña obsesión (1947) Mexico
- El Casado casa quiere (1948) Mexico
- Target Unknown (1951) US
- The Lady and the Bandit (1951) US aka Dick Turpin's Ride
- Captain Pirate (1952) US
- El gran circo Chamorro (1955) Chile
- Sábado Negro (1959) Mexico